# علم المريخ
علم المريخ هو شكل تصميم لعلم يمثل كوكب المريخ أو يمثل حكومة مريخية خيالية.

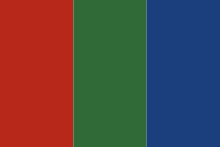
علم باسكال لي للمريخ

وصف مؤلفو الخيال العلمي أعلام الحكومات المريخية الخيالية لأغراض أدبية. أنشأ بعض قارئي أوصاف العلم تلك إشارات أو صورًا علمية تستند إلى أوصاف المؤلفين. يتم عرض صور العَلم لحكومتين مريختين خياليتين في هذه المقالة.
قام المدافعون عن استكشاف وتسوية المريخ بتصميم وتصنيع وبيع أعلام المريخ، وأحيانًا على أمل أن يتم تبني تصاميمهم واستخدامها من قبل حكومات المريخ الحقيقية. تم تصميم عَلم المريخ الأكثر شهرة على نطاق واسع في عام 1998 من قبل عالم كوكب يدعى باسكال لي. قامت جمعية المريخ بتصنيع الأعلام وبيعها بناءً على تصميم لي.

## التصميم
تم تصميم العَلم في الأصل من قبل عالِم الكواكب في وكالة ناسا باسكال لي خلال حملة القطب الشمالي لمشروع (هوتون-المريخ) لعام 1998 إلى جزيرة ديفون، كندا.
يتكون العلم من ثلاث الوان، اللون الأحمر، والأخضر، والأزرق.إن التصميم يستحضر رؤية «التاريخ المستقبلي» للمريخ حيث يتحول الكوكب من الأحمر إلى الأخضر، ثم الأزرق مثل الأرض. يرمز الشريط الأحمر، الأقرب إلى الصاري، إلى المريخ كما هو اليوم بينما يرمز اللونان الأخضر والأزرق إلى المراحل التي يحتمل تغير المريخ إليها.
قدمت«كيم ستانلي روبنسون» الشهيرة، أفلام الخيال العلمي الشهيرة «المريخ الاحمر» و «المريخ الأخضر» و «المريخ الأزرق» والتي كانت بمثابة الإلهام للعَلم.يصور تسلسل الألوان أيضًا التغيير البيئي الذي قد يختبره المريخ على فترات زمنية فلكية حيث تتطور الشمس إلى عملاق احمر ويصبح المريخ أكثر دفئًا.

## الاستخدام
عُرض العلم لأول مرة ونُقل في محطة أبحاث (هوتون-المريخ) (إتش إم بي آر إس) في صيف عام 1998، ثم في محطة أبحاث (فلاشلاين للمريخ في القطب الشمالي) في مارس عام 2000. ويستخدم العلم على نطاق واسع من قبل جمعية المريخ وجمعية الكواكب. يتم عرضه في عدة مواقع في الحرم الجامعي لمحطّة (ابحاث صحراء المريخ) في يوتاه. نُقل على متن مكوك الفضاء ديسكفري بواسطة رائد الفضاء جون م. غرونسفيلد على متن (إس تي إس -103)نسخة من علم المريخ مخيط من قبل ماجي زوبرين على وجه التحديد ليتم نقله في الفضاء. كما يستخدم العلم كخياطة على التصحيح بدلات الفضاء المستخدمة في محاكاة البعثات مارس.يستخدم العلم كنقشه علي ملابس رواد الفضاء في المهمات المتعلقه بالمريخ.

## الوضع الرسمي للعلم
لا يوجد علم رسمي للمريخ لأنه لا توجد حكومة أو سلطة أخرى قادرة على تبني مثل هذا العلم. وبالإضافة إلى ذلك، تنص معاهدة الفضاء الخارجي في المادة الثانية على أن «الفضاء الخارجي، بما في ذلك القمر، والأجرام السماوية الأخرى، لا يخضع للاعتماد القومي من خلال الادعاء بالسيادة، عن طريق الاستخدام أو الاحتلال، أو بأي وسيلة أخرى».
وعلى الرغم من أن هذا يحظر على وجه التحديد «الاستيلاء القومي» على أراضي الدول خارج الإقليم، إلا أنه لا يحظر على وجه التحديد هذا الاستيلاء من جانب الكيانات الأخرى، مثل الشركات أو الأفراد. مثل هذه الادعاءات مضاربة في الوقت الراهن، حيث لا يوجد سكان بشريون في الموقع لإنفاذها، ولكن هذا هو الأساس الذي تدعي بعض الشركات لبيع العقارات خارج كوكب الأرض.

## عَلم باين للمريخ

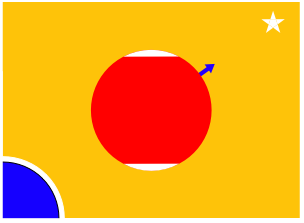
عَلم باين للمريخ

تصميم علم يُظهر المريخ كمحطة طريق بين الأرض والنجوم. صمم توماس أو. باين، الذي شغل منصب المدير الثالث للإدارة الوطنية للملاحة الجوية والفضاء علم المريخ في عام 1984. يتضمن علم المريخ الخاص بشركة «باين» شظية من الأرض بالقرب من جانب رافعة العلم «كتذكير بالمكان الذي جئنا منه، ونجم قريب من الجانب الآخر، يذكرنا بالمكان الذي نحن ذاهبون إليه. في وسط الحقل تمثيل للمريخ نفسه، مع وجود سهم يشير إلى النجم، مع الاعتراف بأن المريخ ليس وجهتنا، مجرد محطة طريق في رحلة ليس لها نهاية».
تم تصميم راية باين من قبل الفنان كارتر «إيمارت». نُشر هذا الرسم التوضيحي على غلاف دورية بعنوان «التقرير الكوكبي». وطبقاً لإيمارت، فإن باين «أنشأ علم المريخ كجائزة للشخص أو المنظمة التي شعر أنه ساهم فيها أكثر في تطوير استكشاف الإنسان للمريخ». تلقى راي برادبري في 12 نوفمبر 2005، علم المريخ كجزء من «جائزة توماس أو باين لتقدم استكشاف الإنسان للمريخ». وقد تم تقديم الجائزة إلى برادبري خلال حفل توزيع جوائز الذكرى السنوية الخامسة والعشرين لجمعية الكواكب.

## عَلم كالدر هانسن للمريخ
كالدر هانسن هو باحث «سي دي بي» لعام 2014، وخالق خطة مقترحة ل «علم المريخ». وهي ليست رسمية بالمعنى القانوني أو بمعنى آخر، حيث تحظر معاهدة الفضاء الخارجي «الاستيلاء الوطني» للأجرام السماوية.
يستخدم علم «كالدر هانسن» لونين متينين لتمثيل جوانب متعددة من المريخ نفسه وعلاقات الإنسانية مع المريخ. يمثل شيفرون الأحمر على العلم لون تربة المريخ وشجاعة الإنسانية في السفر إلى المريخ. تمثل الخلفية البيضاء للعلم القمم الجليدية للمريخ ونوايا السلام الإنسانية للاستعمار. تمثل شيفرون جبال المريخ (خاصةً أوليمبوس مونس) والسهم الذي يشير إلى رحلة إنسانية إلى الفضاء.
قد تنزل كالدر هانسن عن حقوق الطبع والنشر والحقوق المجاورة أو المتعلقة بالعلم، جزء من مبرر هانسن للعلم هو أنه يبرز من الأعلام الأخرى، ويوفر تباين الألوان، ويمثل أكثر من الأعلام الموجودة مسبقا، ومعناه لا يعتمد على ترتيب أجزائه.

## أعلام المريخ في الخيال العلمي

### تحريك المريخ
في رواية الخيال العلمي "تحريك المريخ"، يصف جريج بير علم جمهورية المريخ الفدرالية الاتحادية على النحو التالي: "المريخ الأحمر واثنين من الأقمار في الحقل الأزرق فوق قطريه، والأبيض أدناه.

### غريب في أرض غريبة
في رواية الخيال العلمي لروبرت أ. هاينلين في فيلم غريب في أرض غريبه، تم رفع عَلَم المريخ على عجل، ويتألف من "الحقل باللون الأبيض وسيجيل المريخ باللون الأحمر".